# 乐天大酒店
乐天酒店是韓國乐天集团旗下的一家豪华酒店，成立于1973年，总部位于韩国首尔。自1979年，乐天在首尔中区开设第一家豪华酒店以来，已在韩国首尔、釜山、济州岛、蔚山等开设了多家分店。2009年，乐天大酒店在首尔麻浦区开始第一家商务酒店。2010年在俄罗斯莫斯科开设了第一家海外分店。
位于首尔中区的乐天大酒店总店是首尔最豪华的酒店。 该酒店是已经连续两年获得“国际酒店奖”(IHA, International Hotel Awards)的韩国最佳酒店。